# George Clayton Tennyson
George Clayton Tennyson (ur. 1781, zm. 1831) – angielski duchowny, doktor prawa, ojciec między innymi Fredericka Tennysona, Charlesa Tennysona Turnera i Alfreda Tennysona. Był synem George’a i Mary Tennysonów. Cierpiał na epilepsję, depresję i alkoholizm, co rzucało się cieniem na życie rodziny i wychowanie dzieci.